# Хьюстонский симфонический оркестр

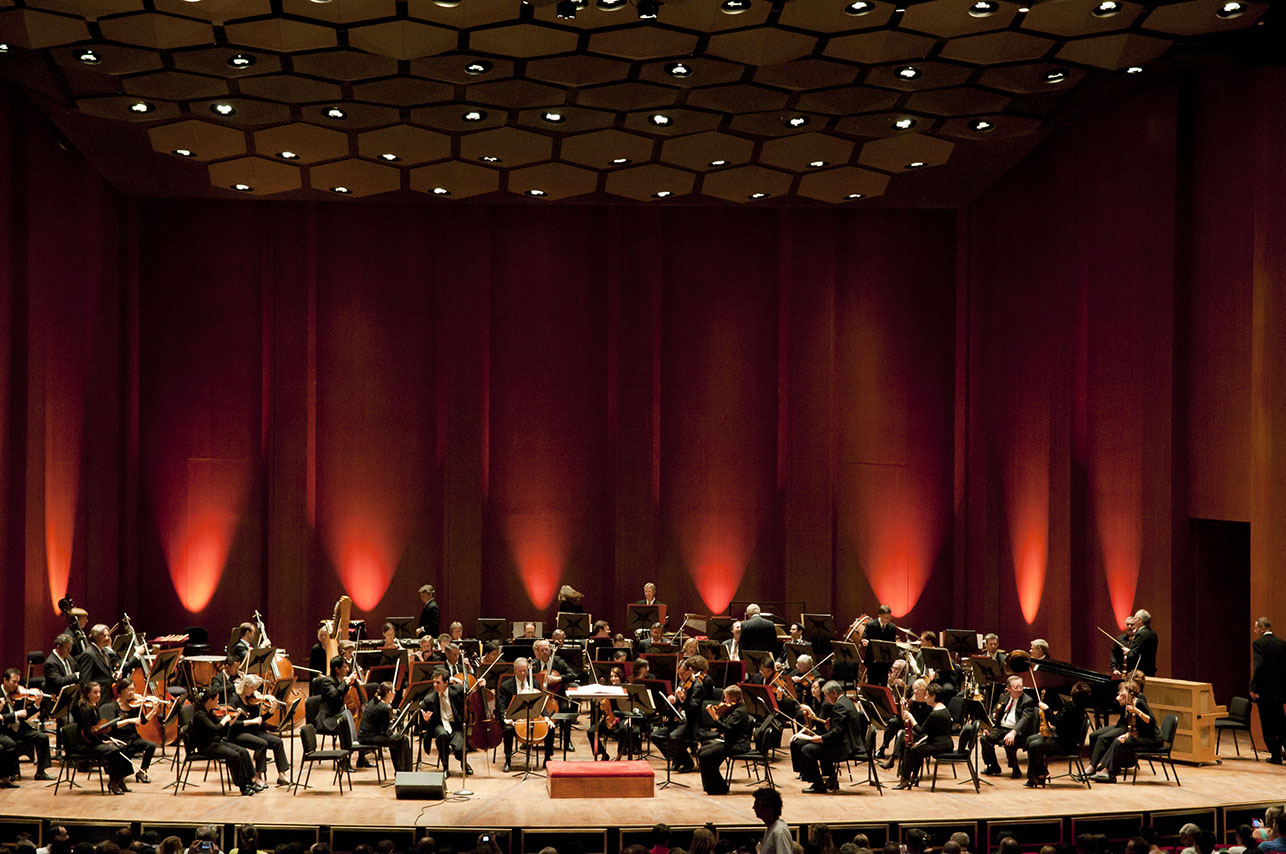
Хьюстонский симфонический оркестр

Хьюстонский симфонический оркестр (англ. Houston Symphony Orchestra) — один из наиболее значительных симфонических оркестров США, базирующийся в Хьюстоне.

## История
Первая попытка основать в Хьюстоне симфонический оркестр относится к 1913 г. Первый полупрофессиональный состав музыкантов (всего 35 исполнителей) дал первый концерт 21 июня 1913 г. под руководством Жюльена Поля Блитца. Финансовую поддержку оказала хьюстонский филантроп Айма Хогг. Этот оркестр просуществовал пять лет и был распущен.
Вновь Хьюстонский симфонический оркестр был образован в 1930 г. Он постепенно развивался, у его руля становились такие известные дирижёры, как Леопольд Стоковский, Джон Барбиролли и Андре Превин, но только в 1971 г. оркестр перешёл на систему полной круглогодичной занятости всех музыкантов. С 1966 г. основной площадкой оркестра является концертный зал имени Джесса Джонса (затопление подвалов которого в 2001 г. в результате урагана Элисон нанесло оркестру многомиллионный ущерб).

## Руководители
- Жюльен Поль Блитц (1913—1916)
- Поль Берже (1916—1918)
- Уриэль Несполи (1931—1932)
- Фрэнк Сен-Леже (1932—1935)
- Эрнст Хофман (1936—1947)
- Ефрем Курц (1948—1954)
- Ференц Фричай (1954)
- Леопольд Стоковский (1955—1961)
- Джон Барбиролли (1961—1967)
- Андре Превин (1967—1969)
- Лоуренс Фостер (1970—1979)
- Серджиу Комиссиона (1980—1988)
- Кристоф Эшенбах (1988—1999)
- Ханс Граф (2001—2013)
- Андрес Ороско-Эстрада (2014—н. в.)